# Eliud Williams
Eliud Thaddeus Williams (n. 21 august 1948, Roseau, Saint George Parish⁠(d), Dominica) este un politician dominican care a ocupat funcția de președinte al Dominicăi între 2012 și 2013.

## Viața și cariera
Eliud Williams s-a născut în 1948 în Dominica. După facultate a intrat în politică.
A fost numit Comisar al Cooperativelor din 1985 până în 1987. A intrat în administrația publică și a avut mai multe funcții. A obținut un master în Administrarea afacerilor la Universitatea Indiilor de Vest în 1995.
A fost secretar permanent al Ministerului Sănătății și Securității Sociale din 1992 până în 1996, apoi la Ministerul Agriculturii și Mediului până în 2000. În serviciul public, a fost președinte al proiectului Afacerilor Rurale a guvernului din 1996 până în 2000.
În 2004, a devenit director general al Autorității de Telecomunicații din Caraibe de Est, funcție pe care a deținut-o până în 2008. Apoi a ajuns la Ministerul Comunicațiilor, Lucrărilor și Locuinței până în 2008. Din 2004 până în 2008, a fost consultant senior la WHITCO Inc, activând în planificarea afacerilor.
În urma demisiei președintelui Nicholas Liverpool din cauza stării de sănătate și a morții acestuia, Eliud Williams a fost candidatul Partidului Laburist din Dominica la președinție. El a fost ales de Parlament la 18 septembrie 2012, în alegerile boicotate de principalul de opoziție, care a susținut că procesul este neconstituțional.